# Johann Nikolaus von Dreyse
Johann Nikolaus von Dreyse (20 novembre 1787 - 9 décembre 1867) était un concepteur allemand d'armes à feu et un fabricant. Il est surtout connu pour l'invention du fusil à aiguille en 1836, qui a finalement été admis au service actif par l'armée prussienne en 1841 sous le nom de Zündnadelgewehr Dreyse (Fusil Dreyse).

## Biographie
Dreyse est né à Sömmerda (alors dirigé par l'archevêque de Mayence), d'un père serrurier. Dreyse a travaillé de 1809 à 1814 dans la manufacture de fusil parisienne de Jean Samuel Pauly, un Suisse qui a conçu plusieurs fusils militaires expérimentaux à chargement par la culasse. De retour à Sömmerda, il fonde, en 1824, une entreprise pour fabriquer des amorces à percussion. C'est là qu'il a conçu le fusil à aiguille.
Bien que ce fusil soit considéré par certains comme la première arme à verrou, en réalité, ce fusil ne ressemble guère aux fusils à verrou modernes, à l'exception du principe du verrou lui-même : le verrou rotatif fermant la culasse. Les munitions pour le fusil Dreyse était composées de cartouches en papier tenant la balle dans un sabot. L'aiguille du fusil traversait la charge de poudre noire contenue dans la cartouche de papier avant d'allumer l'amorce. La construction simple de Dreyse fait qu'il est relativement facile à maintenir propre et en état de fonctionner. Par exemple, les aiguilles usées pouvaient être rapidement remplacées sans démonter le mécanisme de culasse. Le fusil Dreyse est une amélioration significative des armes d'infanterie à son époque, puisqu'elle a permis un rythme de tir beaucoup plus rapide que celui des fusils à canon rayés à chargement par la bouche qui ont été le standard des armées du monde entier jusqu'au milieu des années 1860.

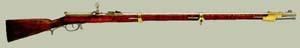
Fusil Dreyse - Modèle prussien de 1841

Le fusil Dreyse a été utilisé par les Prussiens pendant la guerre austro-prussienne, à la bataille de Sadowa, et la guerre franco-allemande en 1870. Déjà, l'arme était obsolescente, surclassée entre autres par le fusil à verrou français Chassepot Mle 1866. D'autres conceptions de fusil à verrou avaient vu le jour dans d'autres pays. Par exemple, en 1869, la Suisse a adopté le fusil Vetterli à répétition à verrou disposant alimenté par un magasin de cartouches métalliques à percussion annulaire. La France a transformé le Chassepot de calibre 11 mm en un fusil à verrou alimenté par des cartouches métalliques, le Gras Mle 1874. L'Allemagne a également adopté, quelques années auparavant, une cartouche métallique de calibre 11 mm avec le tout nouveau fusil à verrou Mauser modèle 1871. Au cours de cette même période, la Grande-Bretagne et les États-Unis sont passés d'armes à chargement par la bouche à des armes à chargement par la culasse utilisant des cartouches métalliques, mais avec d'autres systèmes que le système à verrou.

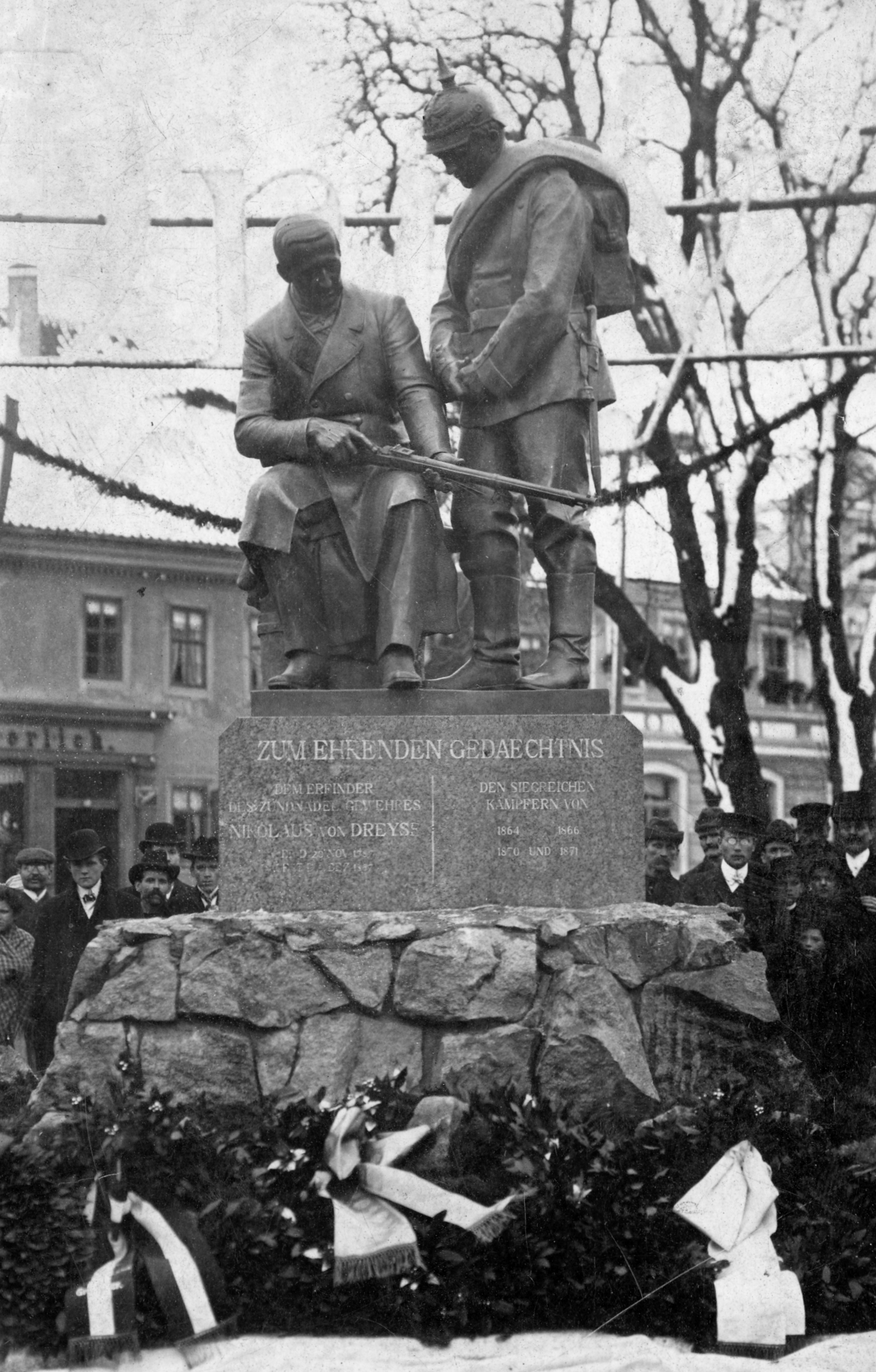
Mémorial dédié à Dreyse à Sömmerda, 1909

Il reste une certaine ambiguïté sur les activités de von Dreyse. Après avoir créé le fusil à aiguille, il semble avoir abandonné son prénom "Johann" étant connu comme Nikolaus von Dreyse.

## Literatur
- Siegfried Hübschmann, Werner Eckardt: Johann Nikolaus Dreyse. In: Mitteldeutsche Lebensbilder. 1. Band Lebensbilder des 19. Jahrhunderts. Magdeburg 1926, S. 95–116.
- (de) Karl Karmarsch, « Dreyse, Johann Nikolaus von », dans Allgemeine Deutsche Biographie (ADB), vol. 5, Leipzig, Duncker & Humblot, 1877, p. 409
- (de) Paul Adolf Kirchvogel, « Dreyse, Nikolaus von », dans Neue Deutsche Biographie (NDB), vol. 4, Berlin, Duncker & Humblot, 1959, p. 124 (original numérisé).
- Frank Boblenz (de): „Heute ist uns das Praeparat fertig gelungen.“ – Vor 175 Jahren begann die Zündhütchenproduktion in Sömmerda. In: Sömmerdaer Heimatheft. 11 (1999), S. 65–70.
- Marcelli Janecki: Handbuch des preußischen Adels. Band 1. S. 115.